# Inge Ejderstedt
Inge Ejderstedt (født 24. december 1946 i Lenhovda, Sverige) er en svensk tidligere fodboldspiller (midtbane).
På klubplan spillede Ejderstedt for henholdsvis Östers IF i hjemlandet samt for belgiske Anderlecht. Hos Anderlecht var han med til at vinde to belgiske mesterskaber og to pokaltitler.
Ejderstedt spillede desuden 22 kampe for Sveriges landshold. Han var en del af den svenske trup til både VM 1970 i Mexico, samt VM 1974 i Vesttyskland.

## Titler
Belgisk mesterskab
- 1972 og 1974 med Anderlecht

Belgisk Pokal
- 1972 og 1973 med Anderlecht